# Deuteronomos magnarius
Deuteronomos magnarius là một loài bướm đêm trong họ Geometridae.